# Leaf Hound
Leaf Hound est un groupe de hard rock anglais des années 1970. Il s'est reformé en 2004 à la demande du public, et leur plus célèbre album, Growers of Mushroom, très recherché par les collectionneurs, a été réédité en octobre 2005.

## Histoire
Le groupe se constitue en 1969 sous le nom de Black Cat Bones. Le guitariste Paul Kossoff et le batteur Simon Kirke sont membres de ce groupe, qu'ils quittent pour fonder Free. Les Black Cat Bones sortent un album chez Decca, intitulé Barbed Wire Sandwich. Peu après la sortie de cet album, Peter French remplace le chanteur. Le guitariste Rod Price part peu après rejoindre Foghat et French invite son cousin Mick Halls pour tenir la guitare. Les Black Cat Bones prennent ensuite le nom de Leaf Hound : le groupe comprend alors French au chant, Halls à la guitare solo, Derek Brooks à la guitare rythmique, Stuart Brooks, frère du précédent, à la basse, et Keith George-Young à la batterie.
Growers of Mushroom est enregistré aux Spot Studios de Mayfair, à Londres, à la fin de l'année 1970. Les frères Brooks quittent le groupe peu après, et Ron Thomas reprend la basse. Le groupe entame une tournée européenne à quatre et sort un single, Drowned My Life in Fear, en Allemagne. L'album Growers of Mushroom sort peu après, mais French est alors parti à son tour pour rejoindre Atomic Rooster sur leur album In Hearing Of. Par la suite, il fait aussi partie du groupe de hard rock américain Cactus pour leur album Ot'n'Sweaty.
Growers of Mushroom devient, dans les années qui suivent, un objet de collection, le plus recherché par les collectionneurs selon un sondage paru dans le magazine Q. En Allemagne, il est édité en CD par Walhalla Records et contient une piste supplémentaire, It's Gonna Get Better, la face B du single Drowned My Life in Fear. Il est réédité en 1994 par See For Miles Records avec deux pistes bonus, It's Gonna Get Better et Hipshaker. Le vinyle est réédité par Akarma Records en 2003 avec It's Gonna get Better. Il est réédité en CD une troisième fois en 2005 par Repertoire Records avec les deux pistes bonus de l'édition See For Miles ainsi qu'une troisième, Too Many Rock'n'Roll Times.
En 2004, Peter French refonde le groupe. Il sort en 2006 chez Rise Above Records un 45 tours en édition limitée à 500 exemplaires, qui inclut une performance en public de Freelance Fiend enregistrée à Soho en septembre 2005. La face B, Too Many Rock'n'Roll Times, provient du même enregistrement. À en croire son site officiel, le groupe a terminé l'enregistrement d'un nouvel album, intitulé Unleashed, finalement sorti en novembre 2007.

## Membres

### Membres du groupe original (1970 - 1971)
- Derek Brooks, guitare rythmique
- Stuart Brooks, basse
- Pete French, chant
- Mick Halls, guitare 'lead'
- Keith George-Young, batterie

### Membres du groupe reformé (depuis 2004)
- Peter French, chant
- Ed Pearson, basse
- Luke Rayner, guitare
- Jimmy Rowland, batterie

## Discographie
- 1971 : Leaf Hound (Telefunken)
- 1971 : Drowned My Life in Fear/It's Gonna Get Better (Telefunken)
- 1971 : Growers of Mushroom (Decca Records)
  -  ? : Growers of Mushroom (réédition CD, Walhalla Records)
  - 1994 : Growers of Mushroom (réédition CD, See For Miles Records)
  - 2003 : Growers of Mushroom (réédition 33 tours, Akarma Records)
  - 2005 : Growers of Mushroom (réédition CD, Repertoire Records)
- 2006 : Freelance Fiend/Too Many Rock 'n' Roll Times (2006 Rise Above Records)
- 2007 : Unleashed (R.A.R.E/ Repertoire)